# Herbert Haupt
Herbert Haupt (Seeboden, 1947. szeptember 28. –)  osztrák politikus, 2003-ban osztrák alkancellár volt.

## Karrier
Az állatorvos a Nemzeti Tanács tagja volt.
2005. áprilisban átlépett a BZÖ-be.

## Magánélete
2014. június 19-en elhunyt az első felesége Renate szül. Pirkner. 2016. február 29-én feleségül vette Ingrid Piberniget.
A gyermektelen Haupt Spittal an der Drau-ban él.